# Власов, Серафим Николаевич
Серафим Николаевич Власов (21.03.1910, Москва — 03.04.2000, Москва) — советский инженер-механик. Лауреат Ленинской премии 1957 г., которой удостоен за участие в создании комплексного цеха по производству массовых подшипников.
В 1934 г. заочно окончил МВТУ им. Баумана.
Работал на 1-м московском подшипниковом заводе.
В 1950—1957 главный конструктор проекта автоматических линий для машиностроения. С 1957 главный конструктор проекта автоматических линий для производства подшипников.
Соавтор учебников:
- «Защита от коррозии железобетонных блоков тоннельной обделки» (1956)
- Устройство, наладка и обслуживание металлообрабатывающих станков и автоматических линий [Текст] : [Учебник для машиностроительных специальных средних учебных заведений] / С. Н. Власов, Г. М. Годович, Б. И. Черпаков. — 2-е изд., перераб. и доп. — М.: Машиностроение, 1995. — 463 с. : ил. ; 22 см. — Библиогр.: с. 463. — 4000 экз. — ISBN 5-217-02577-8
- Конструкции и наладка автоматических линий и специальных станков [Текст] : учебник для проф.-техн. училищ / лауреат Ленинской премии, инж. С. Н. Власов, канд. техн. наук, доц. Б. И. Черпаков, С. Ш. Френкель и др. — 2-е изд., перераб. и доп. — М.: Высшая школа, 1973. — 310 с. : ил. ; 27 см. — (Профтехобразование. Обраб. металлов резанием). — Список лит.: с. 308 (8 назв.). — 18 000 экз. — Б. ц. ББК 6П4.6-081.15(075.11)
- Справочник наладчика агрегатных станков и автоматических линий [Текст] : справочное издание / С. Н. Власов, Б. И. Черпаков. — 2. изд., испр. — М.: Высш. шк., 1999. — 383, [1] с. : ил. — (Профессия). — Библиогр.: с. 380. — ISBN 5-06-003608-1. — ISBN 5-7695-0367-6
- Справочник молодого наладчика автоматических линий и специальных станков [Текст] / С. Н. Власов, Б. И. Черпаков. — 3-е изд., перераб. и доп. — М.: Высш. школа, 1983. — 256 с. : ил. — (Профтехобразование).
- Транспортные и загрузочные устройства и робототехника: [Учеб. для машиностроит. техникумов по спец. "Монтаж и эксплуатация металлообраб. станков и автомат. линий"] / С. Н. Власов, Б. М. Позднеев, Б. И. Черпаков. - М.: Машиностроение, 1988. - 143 с., ISBN 5-217-00231-X.